# Баджоли, Андреа
Андреа Баджоли (итал. Andrea Bagioli); (род. 23 марта 1999, Сондрио, Ломбардия) — итальянский профессиональный шоссейный велогонщик, выступающий с 2020 года за команду мирового тура «Deceuninck-Quick Step».Младший брат профессионального велогонщика Николы Баджоли (род.1995).